# Kostel Nejsvětější Trojice (Opočno)
Kostel Nejsvětější Trojice je římskokatolický farní kostel v Opočně na Trčkově náměstí. Je chráněn jako kulturní památka České republiky.

## Historie
Současná podoba trojlodního děkanského chrámu s křížovou klenbou nesenou sloupovím o deseti sloupech s volutovými hlavicemi je z roku 1567, kdy Vilém Trčka z Lípy nechal přestavět původní zámeckou kapli svatého Ondřeje. Ta byla kratší o dva páry sloupů a měla vysoká gotická okna, která byla zkrácena a rozšířena do dnešní podoby a do kostela byly vestavěny renesanční ozdobné galerie na jónských sloupech. Tyto galerie jsou výjimečné u kostelů na sever od Itálie a spolu s gotickou klenbou a pískovcovým žebrovím jsou významnou památkou. Kostel byl původně spojen se zámkem chodbou vybudovanou na hradbách, po přestavbě v roce 1569 je se zámkem spojem chodbou z oratoře v patře. V roce 1716 dal Jeroným Colloredo přestavět kněžiště a nechal postavit štít s neobvykle šikmo ke štítu postavenými věžemi podle návrhu italského stavitele Alliprandiho. V bočních lodích a na západní straně kostela je kruchta s kamenným zábradlím s reliéfy. Roku 1723 se původně zámecký kostel stal kostelem farním.

## Interiér

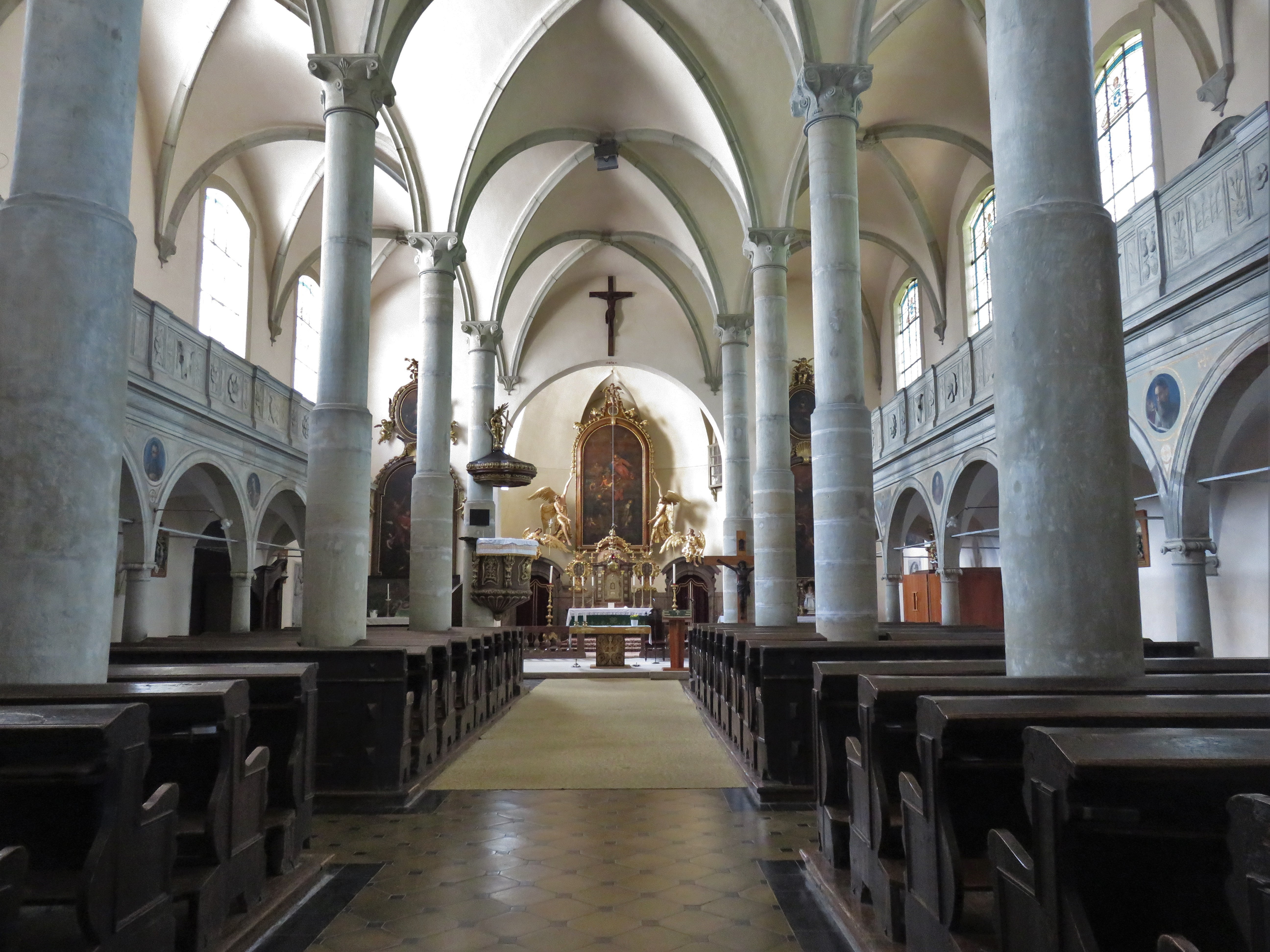
Interiér kostela

Podoba interiéru kostela z konce 16. století je známa díky žerotínskému epitafu, mimořádnému dílu české pozdní renesance, připisovanému Matoušovi Radoušovi.
Hlavní oltář z veronského mramoru, z něhož je i mřížka a spodek křtitelnice, nechal postavil Jeroným Colloredo. Svatostánek oltáře je vyzdoben mozaikou z polodrahokamů. Obraz na hlavním oltáři představuje Nanebevzetí Panny Marie s náznakem Boží Trojice na vrcholu obrazu a symbolizuje dějiny farnosti. Původním sídlem farní správy byl totiž kostel Panny Marie, dnes sloužící jako koncertní sál. Správa byla přenesena do tohoto kostela Nejsvětější Trojice. Na bočním oltáři vpravo je obraz českých patronů, na protější straně starokřesťanských mučedníků. U oltářů ve zdi jsou náhrobní kameny Trčků z Lípy. Vlevo od hlavního oltáře je náhrobní kámen Jeronýma Colloredo-Mansfelda, ministra orby Předlitavska. Obětní stůl z roku 1979 podle návrhu P. Václava Hartmana, absolventa Vysoké školy uměleckoprůmyslové a faráře v Hronově, je ozdoben původní renesanční mřížkou z kostela Panny Marie a symbolem ryb. Kazatelna z roku 1711 se sochou vítězného Krista na stříšce je řezbářskou prací italského řezbáře G. B. Bully.

## Bohoslužby
Bohoslužby se konají v neděli v 9.00.